# Нижнее двухолмие
Нижнее двухолмие — является основным ядром среднего мозга слухового пути и принимает сигналы от нескольких периферических ядер мозгового ствола слухового пути, а также сигналов, полученных от слуховых центров коры больших полушарий.  Нижнее двухолмие состоит из трех частей: центрального ядра, дорсальной коры и внешней коры. Его нейроны участвуют в слухово-соматосенсорном взаимодействии, получая импульсы от соматосенсорных ядер. Эта мультисенсорная интеграция может лежать в основе фильтрации звуков, возникающих при произношении речи, жевании или дыхании.

## Дополнительные изображения

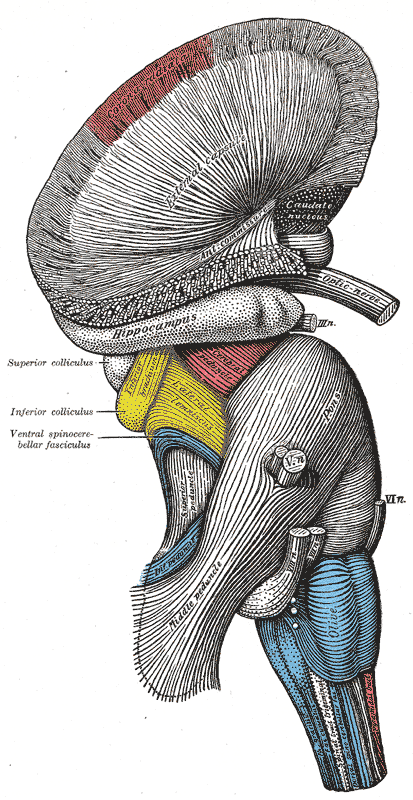
Поверхностный разрез ствола мозга. Вид сбоку (латеральный вид).
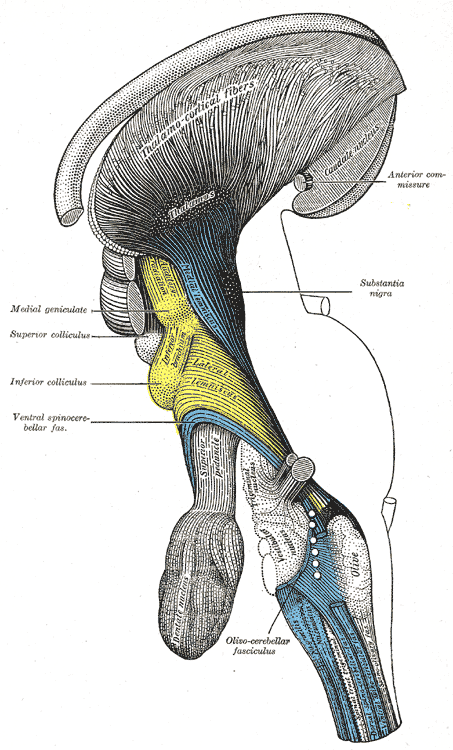
Глубокий разрез ствола мозга. Вид сбоку (латеральный вид).
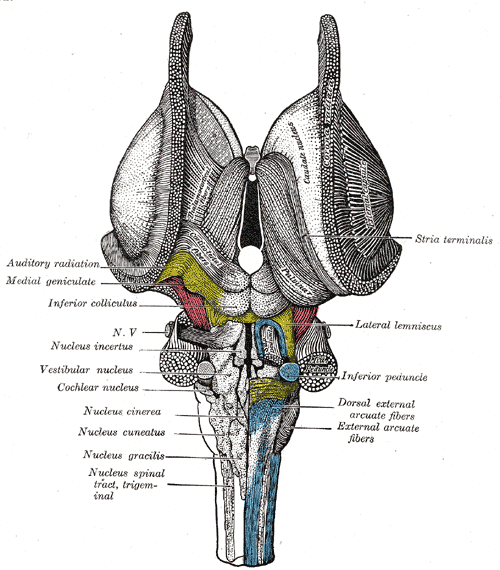
Разрез ствола мозга. Дорсальный вид.
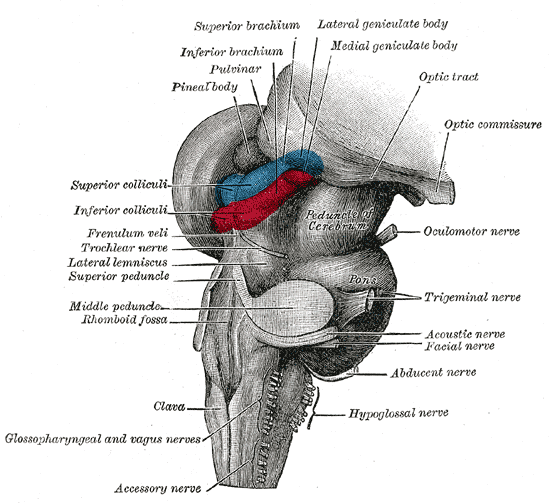
Ромбовидный и средний мозг. Постеро-латеральный (сбоку и сзади) вид.
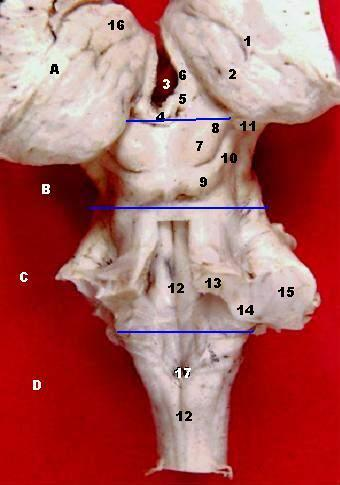
Задний разрез ствола мозга. Видны холмики четверохолмия.
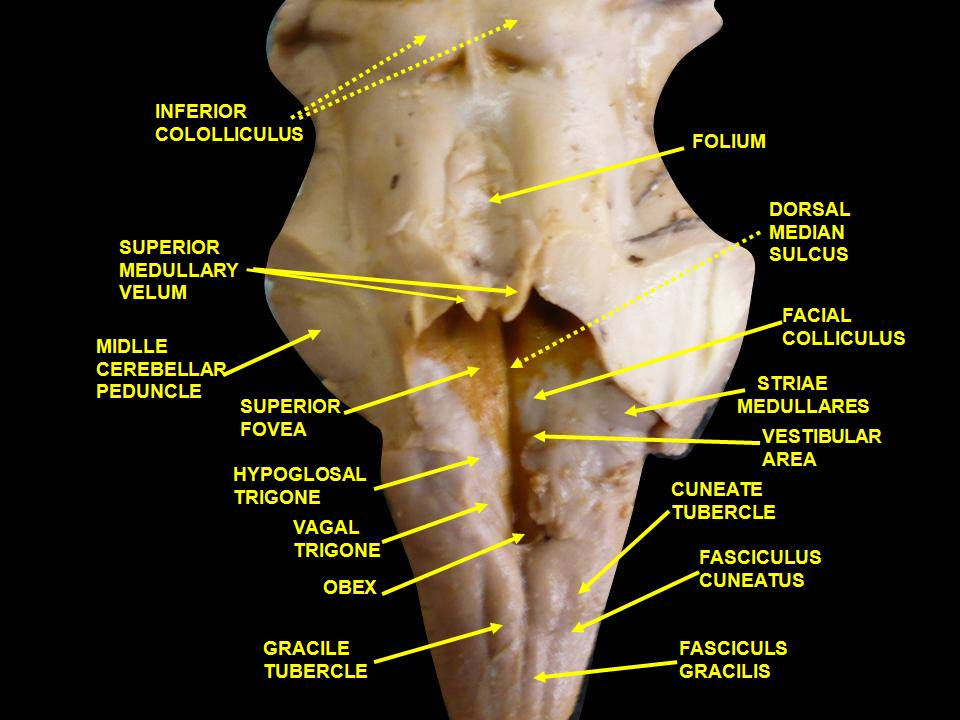
Четвёртый желудочек. Задний вид. Глубокое рассечение.
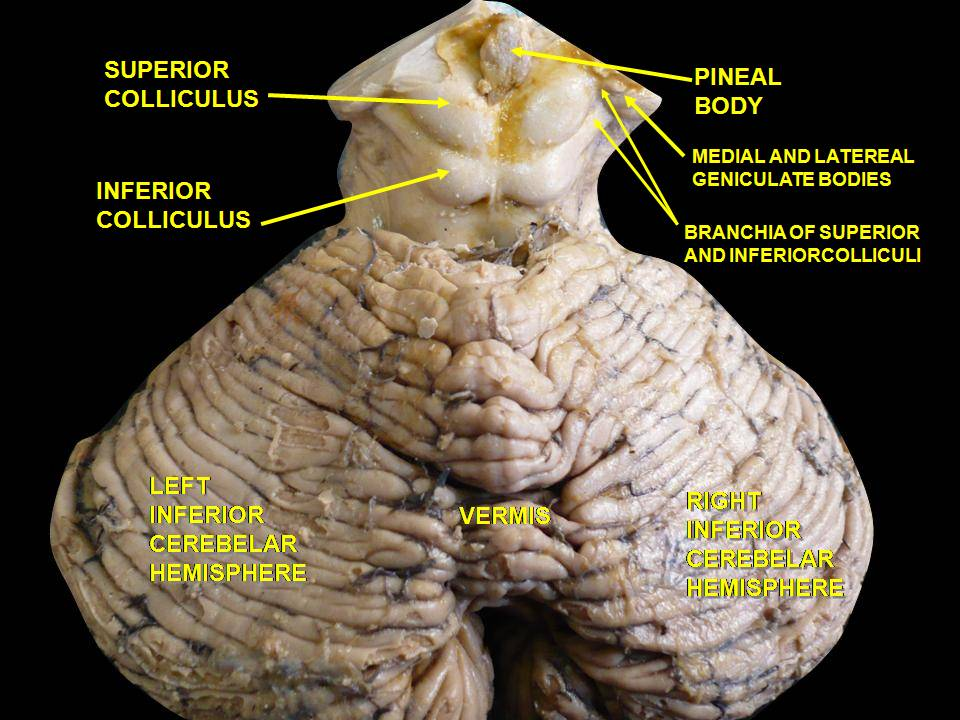
Ствол мозга. Вид сзади.